# Jean-Baptiste Soulignac
Jean-Baptiste Soulignac est un homme politique français né en 1758 à Limoges (Haute-Vienne) et décédé le 3 janvier 1823 au même lieu.

## Biographie
Avocat à Limoges, il est procureur syndic du district, puis député de la Haute-Vienne à la Convention. Il siège avec les modérés et vote la détention de Louis XVI pendant la guerre et le bannissement à perpétuité après la paix.  Il passe au Conseil des Cinq-Cents le 4 brumaire an IV. Il devient juge au tribunal d'appel de Limoges en 1800 et conserve ses fonctions sous la Restauration.

## Sources
- « Jean-Baptiste Soulignac », dans Adolphe Robert et Gaston Cougny, Dictionnaire des parlementaires français, Edgar Bourloton, 1889-1891 [détail de l’édition]